# Sophronica subimproba
Sophronica subimproba är en skalbaggsart som beskrevs av Stefan von Breuning 1981. Sophronica subimproba ingår i släktet Sophronica och familjen långhorningar. Inga underarter finns listade i Catalogue of Life.